# Julio Glinternick Bitelli
Julio Glinternick Bitelli (Santo André, 3 de diciembre de 1960) es un licenciado en derecho y diplomático brasileño, que actualmente se desempeña como embajador de Brasil en Argentina desde el mayo de 2023.
Anteriormente, se desempeñó como Embajador de Brasil en Túnez, desde 2013 al 2015; Jefe de Gabinete del Ministro de Relaciones Exteriores, entre 2015 y 2016; Embajador de Brasil en Colombia, entre 2016 y 2019; y Embajador de Brasil en Marruecos, entre 2019 y 2023.
Bitelli es licenciado en Derecho por la Universidad de San Pablo, con Maestría en Administración Pública por la Escuela Harvard Kennedy. Ingresó a la carrera diplomática en 1987, habiendo superado el Curso de Estudios Superiores en el Instituto Rio Branco con la tesis “Argentina, Brasil y la reforma del Consejo de Seguridad de las Naciones Unidas: ¿objetivo de asociación estratégica o trinchera de una rivalidad menguante?”.
En el enero de 2023, el gobierno de Lula, presidente de Brasil, lo designó nuevo embajador en Argentina y el gobierno de Alberto Fernández lo aceptó en tiempo récord.